# El Río (Las Piedras)
El Río es un barrio ubicado en el municipio de Las Piedras en el estado libre asociado de Puerto Rico. En el Censo de 2010 tenía una población de 5096 habitantes y una densidad poblacional de 222,58 personas por km².

## Geografía
El Río se encuentra ubicado en las coordenadas 18°14′19″N 65°50′43″O / 18.23861, -65.84528. Según la Oficina del Censo de los Estados Unidos, El Río tiene una superficie total de 22.9 km², de la cual 22.89 km² corresponden a tierra firme y (0.01%) 0 km² es agua.

## Demografía
Según el censo de 2010, había 5096 personas residiendo en El Río. La densidad de población era de 222,58 hab./km². De los 5096 habitantes, El Río estaba compuesto por el 73.29% blancos, el 9.67% eran afroamericanos, el 0.43% eran amerindios, el 0.04% eran asiáticos, el 11.13% eran de otras razas y el 5.44% pertenecían a dos o más razas. Del total de la población el 99.61% eran hispanos o latinos de cualquier raza.